# Oxydia mundata
Oxydia mundata là một loài bướm đêm trong họ Geometridae.